# Пристебніть ремені
«Пристебніть ремені» (італ. Allacciate le cinture) — італійський фільм 2014 року режисера Ферзана Озпетека.
Слоган: «Історія кохання, що змінить вас назавжди» (італ. Un grande amore non avrà mai fine).

## Сюжет
Елена і Антоніо, здається, не створені одне для одного. Вона — дівчина із хорошої сім'ї, стримана і вихована. Він — автомеханік, грубий, зарозумілий, але разом з тим, пристрасний і неймовірно привабливий. Але протилежності притягуються. Їхні стосунки розвиваються дуже стрімко, але є проблема. Елена вже кілька років зустрічається із хлопцем із заможної родини, а в Антоніо стосунки із найкращою подругою Елени — Сильвією. Проте це не стало їм на заваді і вони одружились.
Кілька років по тому Елена вже успішна підприємиця, адже здійснилась її мрія і вона відкрила паб разом з другом дитинства Фабіо. Та її стосунки з Антоніо переживають не найкращі часи. Вони проводять мало часу разом, а постійні сварки стали звичною справою. Та все змінив випадок. Елена дізнається, що тяжко хвора. Тоді все змінилось не лише для неї, а й для її родини. Антоніо починає розуміти, наскільки Елена важлива для нього і як сильно він її кохає.

## Ролі
| Актор                | Роль           |
| -------------------- | -------------- |
| Кася Смутняк         | Елена          |
| Франческо Арка       | Антоніо        |
| Паола Міначчоні      | Егле           |
| Філіппо Шіккьятано   | Фабіо          |
| Кароліна Кресчентіні | Сільвія        |
| Елена Софія Річчі    | Вівіана / Дора |
| Франческо Шіан       | Джорджіо       |
| Карла Сіньоріс       | Анна           |
| Луїза Раньєрі        | Maricla        |
| Джулія Мікеліні      | Діана          |

## Нагороди та номінації[1]
Фільм загалом отримав 5 премій та 20 номінацій, зокрема:

### Нагороди

#### Cerase кінофестиваль, Італія
- 2014 — Ферзан Озпетек отримав нагороду «Найкращий режисер»

#### «Срібна стрічка»Національного синдикату кіножурналістів Італії
- 2014 — Кася Смутняк («Найкраща акторка»), Паола Міначчоні («Найкраща акторка другого плану»), Піно Пеллегріно («Найкращий кастинг-директор»)

### Номінації

#### Національний синдикат кіножурналістів Італії
- 2014 — номінації «Найкращий режисер» та інші

#### Давид ді Донателло
- 2009 — Ферзан Озпетек (номінація «Найкращий режисер»), Кася Смутняк (номінація «Найкраща акторка»), Паола Міначчоні («Найкраща акторка другого плану») тощо